# Anastazewo (stacja kolejowa)
Anastazewo – stacja kolejowa w Anastazewie, w powiecie słupeckim, w województwie wielkopolskim, w Polsce.
Stacja była końcową dla linii wąskotorowej z Gniezna. Rozpoczynała się tutaj także linia do stacji Konin Wąskotorowy. Stacja powstała w wyniku przedłużenia istniejącej trasy Gniezno – Powidz do Anastazewa. Koncesję na budowę linii Powidz – Anastazewo Witkowska Kolej Powiatowa uzyskała 30 kwietnia 1911 roku, zaś dla ruchu otwarto ją 29 października 1911 roku. Ponieważ w Anastazewie znajdowała się granica prusko-rosyjska urządzono przejście graniczne wraz z komorą celną. Zamontowano również wagę wagonową. Warto wspomnieć, że linia Powidz – Anastazewo posiadała tory o rozstawie 600 mm, natomiast linia z Gosławic rozstaw 750 mm. W 1915 roku przekuto tory kolejki gosławickiej na 600 mm, co ułatwiło prowadzenie ruchu pociągów. W Anastazewie znajdowała się również parowozownia zwrotna, murowana, o kubaturze 493,1 m³. Powstała ona wraz z budową budynku stacyjnego (1911 rok). Posiadała ona 2 stanowiska, z których jedno było wyposażone w kanał rewizyjny o długości 8 m. Przed parowozownią była obrotnica o średnicy 6 m, studnia i skład węgla. Kolejna zmiana rozstawu torów, tym razem z 600 na 750 mm odbyła się w dniach 2 maja – 8 czerwca 1957 roku (odcinek Anastazewo –  Niechanowo), natomiast trasę Anastazewo – Jabłonka Słupecka przekuto w lipcu i sierpniu 1954 roku. 1 stycznia 1966 włączono trasy Konin Wąsk. – Sompolno, Anastazewo – Jabłonka Słupecka oraz Cegielnia – Wilczyn w skład sieci Kujawskich Kolei Dojazdowych. 1 września 1986 roku zawieszono kursowanie pociągów na odcinku Powidz – Anastazewo. Od 3 lipca 1999 roku do Anastazewa ponownie zaczęły przyjeżdżać rozkładowe pociągi uruchamiane w sezonie letnim. Ze stacji odgałęziała się bocznica do GS Anastazewo. Została ona częściowo rozebrana w latach 70., a ostatni tor wraz z rozjazdem rozebrano w 1985 roku. Od sierpnia 2010 z powodu złego stanu technicznego torowiska do Anastazewa nie przyjeżdżają pociągi sezonowe (obecnie składy kursują w relacji Gniezno- Ostrowo Stare).

## Rozkłady jazdy
Rozkład pociągów Powidz – Anastazewo ważny od 5 czerwca 1925 roku do 14 maja 1926 roku
| Stacja            | codziennie | wtorki i piątki |
| ----------------- | ---------- | --------------- |
| Powidz            | 4:10       | -               |
| Uzdrowisko Powidz | 4:13       | 16:33           |
| Przybrodzin       | 4:19       | 16:39           |
| Ostrowo Nowe      | 4:24       | 16:44           |
| Ostrowo Stare     | 4:30       | 16:50           |
| Rusin             | 4:41       | 17:01           |
| Anastazewo        | 4:50       | 17:10           |

Rozkład jazdy pociągu Anastazewo – Gniezno ważny od 1 czerwca 1975 roku do 29 maja 1976 roku
| Stacja          | Godzina    |
| --------------- | ---------- |
| Anastazewo      | 4:58       |
| Ostrowo Stare   | 5:12       |
| Przybrodzin     | 5:25       |
| Powidz          | 5:34/ 5:37 |
| Charbin         | 5:45       |
| Ługi Wąsk.      | 5:52       |
| Wiekowo Wąsk.   | 5:55       |
| Strzyżewo Wąsk. | 6:04       |
| Witkowo         | 6:25       |
| Małachowo       | 6:32       |
| Miroszka        | 6:39       |
| Niechanowo      | 6:46       |
| Żelazkowo       | 6:54       |
| Ogród Wiktorii  | 7:08       |
| Gniezno Wąsk.   | 7:16       |

kursuje codziennie